# John McPhun
John David McPhun (ur. 8 września 1940 w Salisbury) – rodezyjski hokeista na trawie i krykiecista, olimpijczyk.

## Kariera
Uczestnik Letnich Igrzysk Olimpijskich 1964, na których reprezentował Rodezję Południową (późniejsze Zimbabwe) w zawodach hokeja na trawie. Zagrał we wszystkich sześciu spotkaniach fazy grupowej. Były to kolejno mecze przeciwko reprezentacjom: Kenii (0–0), Australii (0–3), Wielkiej Brytanii (1–4), Pakistanu (0–6), Japonii (1–2) i Nowej Zelandii (2–1). Drużyna Rodezji zajęła 6. miejsce w grupie, a w końcowym zestawieniu 11. pozycję ex aequo z Belgią (na 15 startujących reprezentacji). 
W pojedynku z drużyną australijską, około 20 minut przed końcem rywalizacji, bramkarz Dereck Brain doznał wstrząśnienia mózgu po jednej z akcji ofensywnych rywali. Na jego pozycję wszedł grający na tym turnieju jako prawy pomocnik McPhun, który zastąpił Braina także w następnym spotkaniu przeciwko Wielkiej Brytanii (1–4). W kolejnych meczach McPhun wrócił na swoją nominalną pozycję. W żadnym ze spotkań nie zdobył gola. 
Uprawiał także krykiet, w latach 1960–1972 rozegrał 33 spotkania dla reprezentacji Rodezji (w odmianie first-class cricket). W 1970 roku został nominowany do tytułu Najlepszego Sportowca Rodezji.